# 3746 Heyuan
3746 Heyuan је астероид главног астероидног појаса са средњом удаљеношћу од Сунца која износи 3,177 астрономских јединица (АЈ).
Апсолутна магнитуда астероида је 12,5.